# Стріха Максим Віталійович
Макси́м Віта́лійович Стрі́ха (нар. 24 червня 1961, Київ) — український науковець, громадський та політичний діяч, перекладач, письменник; доктор фізико-математичних наук (1997), професор (2018). Заступник Міністра освіти і науки України у 2008—2010 рр. та з вересня 2014 р. по вересень 2019 р. Син Віталія Іларіоновича Стріхи та Надії Максимівни Гулої. Батько Ярослави Стріхи.
Головний науковий співробітник Інституту фізики напівпровідників НАН України (з 2010-го, з 2014-го — за сумісництвом), професор Київського національного університету ім. Шевченка (з 2008-го, до вересня 2019 р. за сумісництвом), перший віце-президент АН вищої школи України (з 2021). Член редакційних колегій «Українського фізичного журналу» (з 2010-го), журналу «Сенсорна електроніка і мікросистемні технології» (з 2009-го). Член редколегії журналу Березіль» (з 2021-го).

## Біографічні відомості
Народився 24 червня 1961 в Києві в родині з давніми науковими традиціями. Визначальний вплив на формування Максима Стріхи як особистості справили прабабуся Ганна Терентіївна Бурчик-Бузницька (1892—1975), народна вчителька з 1908 року та дідусь по материній лінії Максим Федотович Гулий (1905—2007), визначний учений-біохімік, академік НАН України.
Закінчив середню школу № 58 у м. Києві та радіофізичний факультет КНУ ім. Шевченка. З 1983 року працює в Інституті фізики напівпровідників НАН України ім. В. Є. Лашкарьова. Створив послідовну теорію оптичних і рекомбінаційних переходів у реальних напівпровідниках із дефектами, деформаціями, неоднорідностями складу. Протягом останніх років наукові інтереси пов'язані також з фізикою графену — моноатомного шару вуглецю з унікальними фізичними властивостями, вперше отриманого в 2004 році, та іншими сучасними низьковимірними системами. Бере активну участь у популяризації фізичних знань.
З початку 1980-х років захоплюється художнім перекладом. Великий вплив на формування М. Стріхи як перекладача справило знайомство з Григорієм Кочуром. У перекладах Максима Стріхи виходили поетичні й прозові твори Данте, Чосера, Марло, Вордсворта, Колріджа, По, Свінберна, Вітмена, Дікінсон, Стівенсона, Кіплінга, Єйтса, Т. С. Еліота, Ередіа, Буніна, Брюсова, Гумільова, Мандельштама, Мараї, Мілоша, Хадановича, інших класичних та сучасних авторів.
Автор книги віршів «Сонети та октави» (1991), двох літературознавчих монографій, численних літературно-критичних і літературознавчих статей. У перекладознавстві сформулював і обґрунтував концепцію націєтворчої функції українського художнього перекладу.
З кінця 1980-х років — у громадсько-політичному житті. Один з учасників створення Товариства української мови імені Тараса Шевченка (член обраного в 1989 р. першого складу ревізійної комісії ТУМ), депутат першого демократичного скликання Київради (1990—1994).
Учасник понад 50 байдаркових походів (ходити в які почав з 1970 року завдяки батькам). Пройшов Саянський коридор Єнісею (нині затоплений водосховищем Саяно-Шушенської ГЕС) та інші «класичні» байдаркові маршрути Уралу, Карелії, інших регіонів колишнього СРСР та України.

## Освіта
- Київський університет імені Тараса Шевченка, радіофізичний факультет (1978—1983).
- Аспірант Фізико-технічного інституту імені Абрама Йоффе АН СРСР (Ленінград, 1983—1987); кандидатська дисертація «Оже-рекомбінація та ударна іонізація через домішкові центри у напівпровідниках» (1987).
- Докторська дисертація «Оптичні та рекомбінаційні переходи у напівпровідниках з дефектами, деформаціями та неоднорідностями складу».

## Кар'єра
- З вересня 1983 року — інженер, молодший науковий працівник, науковий працівник, старший науковий працівник теоретичного відділу, докторант, провідний науковий працівник, з 2010 — головний науковий працівник, Інститут фізики напівпровідників НАН України (з 2014 — за сумісництвом).
- 1990—1994 — заступник голови комісії з питань культури та охорони історичного середовища, Київська міськрада народний депутат
- 1993—1995 — радник Міністра культури України Івана Дзюби.
- 1995—2008 — завідувач лабораторії методологічних проблем культурної політики Українського центру культурних досліджень
- 1997—2003 — координатор Київської філії Асоціації українських письменників.
- 1999—2008 — керівник наукових програм Інституту відкритої політики (на громадських засадах);
- 2005—2007 — головний науковий працівник Інституту енциклопедичних досліджень НАН України (за сумісництвом);
- З лютого 2008 року — заступник Міністра освіти і науки України Івана Вакарчука та Дмитра Табачника; звільнений за власним бажанням 16 червня 2010 року.
- З 2008 року — професор радіофізичного факультету КНУ ім. Тараса Шевченка (за сумісництвом).
- 2009—2013 — віце-президент Асоціації українських письменників.
- 2013—2016 — президент Українського фізичного товариства.
- 2010—2012 — завідувач кафедри перекладу Гуманітарного інституту Київського університету імені Бориса Грінченка[3] (за сумісництвом).
- 2012 —2014 — професор кафедри перекладу Гуманітарного інституту Київського університету імені Бориса Грінченка (за сумісництвом).
- З вересня 2014 по вересень 2019 року — заступник Міністра освіти і науки України (відповідав за науково-технічний розвиток, інновації, трансфер технологій, міжнародне науково-технічне співробітництво; був головою робочої групи з розробки нового Закону України «Про наукову і науково-технічну діяльність» (2015), забезпечив укладання угоди про асоційований статус України в програмі «Горизонт-2020», був ініціатором запровадження базового фінансування наукової діяльності у вишах за результатами державної атестації).
- 3 вересня 2019 року — професор кафедри фізичної електроніки факультету радіофізики, електроніки та комп'ютерних систем КНУ ім. Тараса Шевченка.

## Громадська діяльність
З 1990 року — заступник голови Київського наукового товариства імені Петра Могили. Член Національної спілки письменників України (з 1994), Українського фізичного товариства (з 1992 року; з 2004-го — член бюра координаційної ради, у 2013—2016 — президент), Асоціації українських письменників (з 1997 року, з квітня 2019-го — президент). Член Громадської ради з питань науки при Міністерстві освіти і науки України (у 2005—2008 роках). Голова Громадської ради при Держінформнауки України (2011—2015).
1992-96 — член ПДВУ. 1996—1999 — член НДП, член Політради НДП (з червня 1997 року). Член президії Центральної ради УНП «Собор» (грудень 1999 — квітень 2002 року). Член УРП «Собор» (квітень 2002 — грудень 2010 року). Заступник голови УРП «Собор» (у 2005—2010 роках). Співзасновник Комітету захисту української мови (2012).
Дійсний член АНВШУ (2005). Дійсний член Наукового товариства імені Шевченка (2015).
У червні 2018 року підтримав відкритий лист діячів культури, політиків і правозахисників із закликом до світових лідерів виступити на захист ув'язненого у Росії українського режисера Олега Сенцова та інших політв'язнів.
У лютому 2019 року разом з Іваном Малковичем вийшов з Українського ПЕН-центру на знак протесту проти одноосібної заяви нового керівництва на підтримку студента Академії мистецтв, який дозволив собі глумитися з викладача-ветерана АТО.
Є автором низки полемічних статей та звернень стосовно відродження традиції виконання опер в українських перекладах, у тому числі до міністра культури Володимира Бородянського, ректора НМАУ Максима Тимошенка, дослідницьких статей із цієї тематики тощо.

## Родина
- Батько Віталій Іларіонович (*1931—†1999) — професор Київського університету імені Тараса Шевченка, засновник і перший президент АНВШУ.
- Мати Гула Надія Максимівна (*1936) — доктор біологічних наук, професор, член-кореспондент НАН України та НАМНУ, головний науковий співробітник відділу Інституту біохімії імені О. В. Палладіна НАН України.
- Дружина Старченко Наталія Петрівна (*1961) — доктор історичних наук (2015), старший науковий співробітник Інституту історії України НАН України (сектор соціальної історії)[10].
- Дочка Ярослава (*1988) — перекладачка, літературний критик, доктор філософії Гарвардського університету (США).

## Праці
- Автор понад 200 праць з теорії напівпровідників, навчальних посібників «Фізичні теорії: люди, ідеї, події» (2012, у співавт.), «Розвиток фізичних теорій» (2021),
- книги віршів «Сонети та октави» (1991),
- співавтор книги «Нариси української популярної культури» (1998),
- літературно-критичні статті та переклади друкувалися у часописах «Всесвіт», «Сучасність», «Книжник-Review», «Критика», «Березіль», «Кур'єр Кривбасу», в «Літературній Україні», та в інших виданнях.
- публіцистичні статті друкувалися в електронних та друкованих ЗМІ: «Українська правда», «Телекритика», «Україна молода», «Дзеркало тижня», «День» та ін.

### Літературознавчі праці
- Здолавши півшляху життя земного… «Божественна комедія» Данте та її українське відлуння. — Київ: Факт, 2001.
- Данте й українська література: досвід рецепції на тлі «запізнілого націєтворення». — Київ: Критика, 2003.
- Український художній переклад: між літературою і націєтворенням. — Київ: Факт, 2006.
- Український переклад і перекладачі: між літературою і націєтворенням. — Київ: Дух і літера, 2020.

### Переклади
- Улюблені англійські вірші та навколо них. — Київ: Факт, 2003.
- Пісні нового світу. Улюблені вірші поетів США та Канади. — Київ: Факт, 2004.
- Хотінь безсенсовних отрута: 20 російських поетів «срібного віку» в українських перекладах. — Київ: Факт, 2007.
- «Служниця-пані» італ. La Serva Padrona — текст комічної опери Джованні Баттіста Перголезі, 2011.
- «Сокіл» — лібрето Ф. Г. Лаферм'єра опери Дмитра Бортнянського.
- «Алкід» — лібрето опери Дмитра Бортнянського.
- «Божественна комедія» («Пекло» (2013) і «Чистилище» (2014), «Рай» (2015), видавництво «Астролябія»).
- Улюблені переклади: поезії // Київ: Український письменник, 2015. — 724 с. ISBN 978-966-579-460-8; 2-ге видання: Київ: Пенмен, 2017.
- «Кентерберійські оповіді» (перші фрагменти опубліковані у видавництві «Український письменник» у 2015; повне видання опубліковане видавництвом «Астролябія» у 2019 році[11]).
- «Мартінова брехня» англ. Martin's Lie — лібрето опери Джанкарло Менотті (2018)[12].
- «Франческа да Ріміні» — лібрето опери Сергія Рахманінова (2019)[13].
- «Софронія на вогнищі» («Визволений Єрусалим») — переклад покладено в основу лібрето опери Оксани Євсюкової (2023)[14][15].
- «Весілля Фігаро» - лібрето опери Вольфганга Амадея Моцарта.
- «Фальстаф» - лібрето опери Джузеппе Верді.
- «Креонт» італ. Creonte — лібрето опери Дмитра Бортнянського.[16]

Премію Кабінету міністрів України імені Максима Рильського Максим Стріха отримав у 2015 році за переклад з італійської поеми Данте Аліг'єрі «Божественна комедія. Пекло» (видавництво «Астролябія»). За цей самий переклад вдостоєний відзнаки «Дантівський лавр» муніципалітету Равенни (2013). Премією Мінкультури імені Григорія Кочура вдостоєний у 2021 році за переклад із середньоанглійської "Кентерберійських оповідей" Джеффрі Чосера. Орденом "За заслуги перед Італійською республікою" нагороджений у 2023 році за українські переклади "Божественної комедії" Данте й лібрето класичних італіських опер.  

### Поезія
- Ленінград. 1980-ті (автобіографічна поема)
- Верлібри про Майдан.

### Публікації у ЗМІ
- «То від кого ж сьогодні незалежний Леонід Кучма? (коментар до одного сенсаційного інтерв'ю)» [Архівовано 1 жовтня 2010 у Wayback Machine.] — Українська правда, 20 квітня 2000
- Україна президента Януковича: спроба футурологічного прогнозу [Архівовано 23 листопада 2017 у Wayback Machine.] / Українська правда, 18 листопада 2002
- Українська мова в класичних операх — чи можливе повернення? — «День», 9 вересня 2011
- Максим Стріха: Ця влада потребує людей, які її обслуговують, а не вчених [Архівовано 25 листопада 2015 у Wayback Machine.] / 25 липня 2012 Ірина Славінська, «Українська правда»

## Нагороди
2015 рік — Премія Кабінету Міністрів України імені Максима Рильського за переклад з італійської мови українською поеми Данте Аліг'єрі «Божественна комедія. Пекло». Переклад Максима Стріхи вийшов у видавництві «Астролябія» у 2013 році. Видання стало наслідком понад 20-річної праці перекладача.
2019 рік - Орден Академічних пальм ІІ ступеня (Франція).
2023 рік - Орден "За заслуги перед Італійською республікою".
2024 рік - премія НАН України імені С.І.Пекаря за визначні досягнення в галузі теорії твердого тіла. 